# دوشان کیوچیاک
دوشان کیوچیاک (انگلیسی: Dušan Kuciak؛ زادهٔ ۲۱ مهٔ ۱۹۸۵) یک بازیکن فوتبال اهل اسلواکی است.
وی همچنین در تیم ملی فوتبال اسلواکی بازی کرده‌است.